# Station London Waterloo
Londen Waterloo is een belangrijk spoorwegstation in Londen en ligt op de zuidelijke oever van de rivier Theems in de wijk Lambeth. Het is in feite een complex, want onder het treinstation ligt het gelijknamige metrostation van de metro van Londen, station London Waterloo East ligt er naast en het busvervoer wordt er georganiseerd. London Waterloo is het grootste station van het land qua oppervlakte en het aantal beschikbare sporen. In reizigersaantallen zakte is het station derde van het land (tot de opening van de Elizabeth Line in  2022 was London Waterloo het drukste station.)
De naam Waterloo Station is afkomstig van Waterloo in België, waar Napoleon de Slag bij Waterloo verloor. Nogal ironisch gezien was het lange tijd de toegangspoort voor Belgische en Franse reizigers.
Station London Waterloo was tot 2007 het station waar in Londen de treinen van de Eurostar aankwamen. Zij rijden sindsdien van station London St Pancras International. De terminal van de oude Eurostar diensten lag er jarenlang ongebruikt bij. Pas in 2018 werden de sporen 20-24 aangepast en werden ze opnieuw in dienst genomen voor binnenlands treinverkeer. 

## Treindiensten
Alle treindiensten in Londen Waterloo (hoofdstation) worden uitgevoerd door South Western Railway. 
De treinendiensten vanuit Londen Waterloo bedienen het Zuidwesten van Engeland (O.a via de South West Main line & West Of Engeland Main Line). Enkele bestemmingen vanuit Londen Waterloo: Windsor, Woking, Hampton Court, Basingstoke, Isle of Wight, Southampton, Bornemouth & Portsmouth. 

## Delen
Waterloo Station bestaat uit verschillende delen:
- Waterloo Mainline Station
- Waterloo International (Eurostarterminal van 1994 tot 2007, sinds 2018 in gebruik als extensie van het Mainline Station)
- Waterloo Underground Station
- Waterloo Pier

## Trivia
- De hitsingle Waterloo Sunset, geschreven door Ray Davies, was in 1967 een hit van The Kinks die verwees naar de 'andere' kant van de Thames, ter hoogte van het Parlementsgebouw.